# Donald McNutt Douglass
Pour les articles homonymes, voir Douglass.
Ne doit pas être confondu avec Donald Douglas.
Donald McNutt Douglass, né le 7 décembre 1899 à Houston, au Texas, et décédé en septembre 1971 aux États-Unis, est un écrivain américain, auteur de roman policier.

## Biographie
Il naît à Houston d'un père pasteur d'une église presbytérienne dans l'Illinois. Il travaille comme architecte et vient à l'écriture sur le tard, à plus de cinquante ans.
Il fait d'abord paraître dans le pulp Ellery Queen's Mystery Magazine trois nouvelles. Il est ensuite l'auteur de trois romans policiers mettant en scène le capitaine Bolivar Manchenil en poste sur l'île de Saint-Martin dans les Caraïbes. Rebecca's Pride, le premier volume de la trilogie, lui vaut le Prix Edgar-Allan-Poe du meilleur premier roman en 1957.

## Œuvre

### Romans

#### SérieBolivar Manchenil
- Rebecca's Pride (1956) Publié en français sous le titre Calypso écarlate, traduction de Rosine Du Perray, Paris, Presses de la Cité, coll. « Suspense », 1972
- Many Brave Hearts (1958)
- Saba's Treasure (1961)

### Nouvelles
- Ghost of Greenwich Village (1954)
- The Perfectionist (1955)
- Don't argue with the Captain (1956)

## Prix et distinctions notables
- Prix Edgar-Allan-Poe 1957 du meilleur premier roman pour Rebecca's Pride.

## Source
- (de) Cet article est partiellement ou en totalité issu de l’article de Wikipédia en allemand intitulé « Donald McNutt Douglass » (voir la liste des auteurs).